# Świecki buddyzm
Świecki buddyzm (ang. secular buddhism) – szerokie określenie form buddyzmu opartych na wartościach humanistycznych, sceptycznych i agnostycznych, z wyraźnym unikaniem wierzeń w zjawiska nadprzyrodzone lub paranormalne. Świeccy buddyści interpretują nauki i teksty buddyjskie w sposób racjonalistyczny, biorąc pod uwagę kontekst historyczny i kulturowy czasów, w których żył Budda. Podejście racjonalne do doktryny buddyjskiej odrzuca wszystkie formy tradycyjnych wierzeń lokalnych, niezwiązanych wprost z naukami Buddy, jak również te, których nie można zweryfikować za pomocą badań empirycznych. Świecki buddyzm postuluje racjonalistyczne podejście do nauk Buddy, opisuje Siddhārthę Gautamę jako postać historyczną, a nie wyidealizowaną ikonę religijną.

## Historia
Świecki buddyzm ma swoje korzenie w buddyjskim modernizmie, sekularyzacji i świeckim humanizmie i wiąże się z postulatami porzucenia hierarchicznych cech buddyjskiej kultury monastycznej, na rzecz demokratycznych zasad stowarzyszenia obywatelskiego. Jedną z pierwszych instytucji postulujących świecki buddyzm był amerykański Ruch Medytacji Wglądu (Insight Meditation Movement), popularyzujący buddyjską medytację vipassana, oparty jednak na modernistycznych wartościach świeckich. Jack Kornfield, amerykański nauczyciel i były mnich w tradycji buddyzmu theravady, stwierdził, że Ruch Medytacji Wglądu chce przedstawić medytację buddyjską „bez komplikacji związanych z rytuałami, szatami, intonowaniem i całą tradycją religijną”. Do rozwoju buddyzmu świeckiego przyczynił się także S. N. Goenka, popularny nauczyciel vipassany, który podkreślał, że jego praktyka nie jest „sekciarską doktryną, ale sztuką życia – czymś, z czego mogą skorzystać ludzie z każdego środowiska” oraz Stephen Batchelor, były mnich buddyjski, następnie świecki nauczyciel buddyzmu, autor publikacji na temat świeckiego buddyzmu, m.in. „Buddhism Without Beliefs” czy „Confession of a Buddhist Atheist”.